# Aculco
Aculco är en kommun i Mexiko. Den ligger i nordvästra delen av delstaten Mexiko, nära gränsen till Querétaro och cirka 100 km nordväst om huvudstaden Mexico City. Den administrativa huvudorten i Aculco är Aculco de Espinoza.
Kommunen hade sammanlagt 44 823 invånare vid folkräkningen 2010. Kommunens area är 492,13 kvadratkilometer, vilket gör det till en av de största kommunerna i delstaten sett till yta, men också en av de mest glesbefolkade.